# Работещо момиче
„Работещо момиче“ (на английски: Working Girl) е американски филм от 1988 година на режисьора Майк Никълс. В него участват Харисън Форд и Сигорни Уийвър. Сценарист на филма е Кевин Уейд („Да срещнеш Джо Блек“, „Истински цветове“, „Джуниър“ и „Петзвезден романс“).

## Сюжет
Тес Макгил е секретарка в района Статън Айлънд и работи в Манхатън. Нейните идеи са откраднати от шефката ѝ Кетрин Паркър. Когато Паркър си счупва крака, докато е в чужбина, пред секретарката се открива възможността да приведе в действие своите собствени идеи.

## В ролите
| Изпълнител     | Роля          |
| -------------- | ------------- |
| Харисън Форд   | Джак Трейнър  |
| Сигорни Уийвър | Кетрин Паркър |
| Мелани Грифит  | Тес Макгил    |
| Алек Болдуин   | Мик Дюган     |
| Джоун Кюсак    | Син           |
| Филип Боско    | Орън Траск    |
| Нора Дън       | Джини         |
| Оливър Плат    | Луц           |
| Кевин Спейси   | Боб Спек      |

## Награди
Филмът печели Оскар за оригинална песен („Let the River Run“ на Карли Саймън) и е номиниран за същата награда в категориите главна женска роля (Мелани Грифит), поддърщажа женска роля (Джоан Кюзак), поддържаща женска роля (Сигорни Уивър), филм (Дъглас Уик) и режисура (Майк Никълс).

## Реплики
Мик: „Тес, ще се омъжиш ли за мен?“

Тес: „Може би.“

Мик: „Това отговор ли е?“

Тес: „Ако искаш друг отговор, попитай друга жена.“
Синтия: „Желаете ли нещо? Кафе? Чай? Мен?“

## Други
- Дейвид Духовни осъществява своя дебют в киното с ролята си на гост на годежното тържество.
- Филмът е заснет във вече унищожения Световен търговски център.
- Единственият друг филм, който режисьорът Майк Никълс прави с други ключови актьори от „Работещо момиче“, е „Относно Хенри“ (1991) с Харисън Форд. Джоан Кюзак играе с Мелани Грифит в „Two Much“ (1995), а Алек Болдуин играе с Джоан Кюзак в „Омъжена за мафията“ (1988) и в „Последният кадър“ (2004).